# أريمة

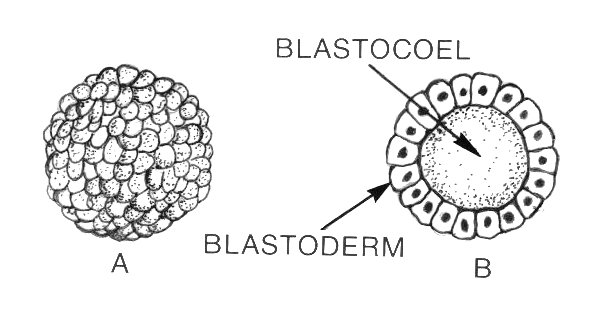
تجويف أريمي وأدمة الأريمة

الأُرَيْمَة أو البُرعُمَة أو مُفَلَّجَة (بالإنجليزية: blastula, blastosphere) وهي إحدى المراحل المبكرة في تطور الجنين لدى الحيوانات. تنتج الأريمة عن انقسام البويضة الملقحة، وتتكون من طبقة كروية الشكل تتألف من نحو 128 خليّة تحيط بجوف يملأه سائل. الأريمة هي المرحلة التالية لمرحلة التوتية (morula) والسابقة لمرحلة المعيدة (gastrula) في تطور الجنين.

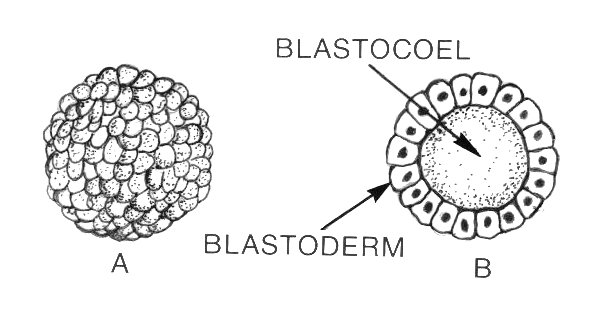